# Fitero
Fitero es una villa y un municipio español de la Comunidad Foral de Navarra. Está situado en la merindad de Tudela, al suroeste de la Ribera de Navarra, y a 104 km de la capital de la comunidad, Pamplona. Su centro de servicios y de comunicaciones más próximo es la ciudad de Tudela, situada a 22 km. Su población en 2024 fue de 2146 habitantes (INE).

## Toponimia
El nombre de Fitero es de origen romance y significa "frontera", esto se debe a la situación fronteriza del monasterio primigenio en el siglo XII, entre los reinos de Castilla y Navarra, y entre las diócesis de Calahorra y Tarazona respectivamente. Procede de la palabra latina fictorium, de la cual se ha conservado la 'f' inicial en el nombre de la localidad, pero no en el del monte Peñaitero, ubicado en el municipio.
En documentación antigua, aparece de la siguiente manera: Fitero (1266, NEN), Fiterio (1154, CVF) y Fitero (siglo XII, CVF).

## Símbolos
El escudo de armas de la villa de Fitero tiene el siguiente blasón.

Trae de plata, con un romero de sínople en la parte superior y una parra del mismo color en la inferior y una corona abierta por timbre.

Este escudo fue pintado en 1861 al decorarse el salón de trono del Palacio de Navarra y también figura de la misma manera en las vidrieras, aunque se omitió la cruz de Calatrava.
Hasta el siglo XIX, por su dependencia del Monasterio de Santa María la Real, usó su sello y escudo cuyo blasón era el siguiente:

Partido y cortado en su mitad inferior. 1.º representa la apoteosis de San Raimundo. El 2.º las cruces de Calatrava, Alcántara, Cristo y Montesa puestas en cruz. El 3.º un brazo empuñando el báculo abacial. Todo el escudo sostenido por la cruz de Calatrava.

## Geografía
La villa de Fitero está situada al suroeste de la Comunidad Foral de Navarra, dentro de la región geográfica conocida como la Ribera de Navarra. Ubicada en la margen izquierda del río Alhama, la localidad posee una altitud de 421 m s. n. m. Su término municipal tiene una superficie de 43,2 km², y limita al norte con el municipio de Corella; al este, con los de Cintruénigo y Tudela; al sur, con el de Tarazona (Zaragoza); y al oeste, con los municipios riojanos de Cervera del Río Alhama y Alfaro.

### Relieve e hidrología
La mayor cota de altitud que se registra en Fitero es de 740 m s. n. m. Corresponde al monte de La Atalaya, donde se encuentra el puesto de control y observación forestal. Otra cota de altitud importante es la de 650,50 m s. n. m. ubicada en el monte de Navillas, donde se erige una majestuosa cruz de cemento que preside la localidad desde 1973. La menor altitud es de 400 m s. n. m., y se sitúa en la muga con el municipio de Cintruénigo. El lugar corresponde al cauce del Alhama, río que atraviesa el término poco después de juntarse con su afluente, el Linares.

### Clima
El clima del municipio es de tipo mediterráneo continental. Este clima, propio de la Depresión del Ebro, se caracteriza por las fuertes variaciones de temperatura, la escasez e irregularidad de las precipitaciones, la intensidad y prolongación de la aridez estival y la frecuencia e intensidad con que sopla el cierzo. La temperatura media anual oscila entre los 13º y 14 °C, las precipitaciones anuales están entre los 400 y 500 mm, llegando a registrarse entre 55 y 60 días lluviosos al año y la evapotranspiración potencial está entre 750 y 800 mm.

## Historia

### Edad Antigua
Antiguamente fue conocido con el nombre de Tudején, poblado romano situado a los pies del monte Castillo, frente al Balneario de Fitero, a unos 3 km al oeste del actual núcleo urbano.
La villa de Fitero fue una refundación de la villa de Tudején, llevada a cabo por el abad del monasterio de Fitero a finales del siglo XV.

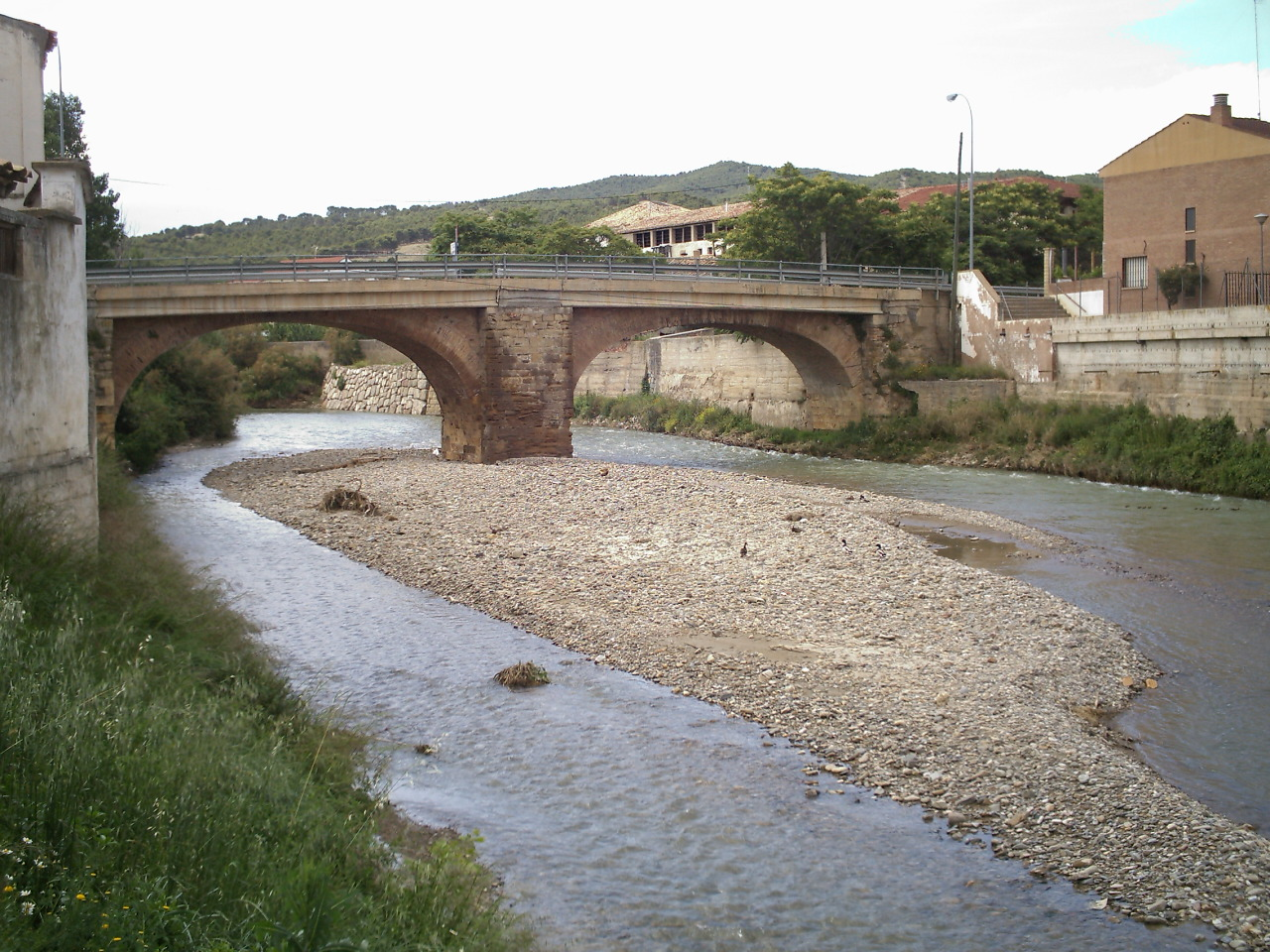
El río Alhama a su paso por Fitero

En Peñahitero (Peña de Fitero) se encuentran los restos humanos más antiguos de la localidad. Se trata de la tumba de un príncipe celta, de los que llegaron allí en el siglo IX a. C.
En la Peña del Saco, junto a la orilla derecha del río Alhama y frente al establecimiento termal, se han hallado vestigios de un pueblo pastoril de la Edad de Bronce, invadido después por la cultura celtibérica, frenada a su vez por la conquista romana a lo largo del siglo II. Con posterioridad a la destrucción de Numancia, este poblado quedó arruinado y abandonado.
El yacimiento arqueológico adyacente al poblado celtíbero de Peñahitero es una de las hipótesis que se barajan para la localización del campamento sertoriano levantado tras la toma de Contrebia Leucade y que las fuentes clásicas denominan como Castra Aelia.

### Edad Media
Se conserva el documento fechado en 1073 por el que el rey Sancho IV de Navarra trocó con el moro Al-Muqtadir Billah, de Zaragoza, el castillo musulmán de Tudején por el cristiano de Caparroso que aquel acababa de perder como consecuencia de haber invadido, a su vez y previamente, el de Tudején.
En 1140, Alfonso VII el Emperador hizo venir a Raimundo (posteriormente conocido como San Raimundo de Fitero), con una comunidad de monjes cistercienses procedentes de Scala Dei o l'Escala Dieu en la Gascuña, que fundó una pequeña casa con iglesia dedicada a Santa María en el lugar de la desierta villa castellana de Niencebas (de aquí procede el apellido de Bienzobas), situada en la falda meridional de la montaña de Yerga, jurisdicción actual del pueblo de Alfaro.
No se ven las ruinas de este primitivo establecimiento de Niencebas ya que en 1152 se convirtió en una granja cisterciense y pasó a régimen de alquiler, mientras la comunidad cisterciense se asentaba definitivamente en el lugar de la villa castellana de Tudején conocido como Castellón. Aunque poco después pasó a ser conocido como el monasterio de Fitero o de la Frontera, ya que tenía una situación fronteriza entre los tres reinos que allí confluían Castilla, Pamplona y Aragón.
La edificación del segundo y definitivo monasterio de Fitero comenzó en 1179, y su iglesia fue consagrada en 1247 gracias a la ayuda del arzobispo Rodrigo Ximénez de Rada.

### Edad Moderna
Este periodo estuvo caracterizado por las continuas pugnas que enfrentaron a la villa y el Monasterio de Santa María la Real que ejercía el señorío de la villa y de los cuales no logró emanciparse hasta que sus monjes fueron expulsado en 1836 con la Desamortización.
Aunque en 1524 el abad del monasterio Martín de Egúés I dictó las primeras ordenanzas municipales, en 1542 su sobrino y sucesor Martín de Egüés II cambió de política y se hizo con la jurisdicción civil baja y mediana, lo cual fue confirmado mediante una sentencia emitida entre 1546 y 1547 por el Consejo Real de Navarra.
Otra sentencia del Consejo Real también reconoció que la villa no pertenecía al obispado de Tarazona, sino que era nullius diócesis y correspondía al abad el ejercicio de la jurisdicción espiritual, lo cual fue confirmado en 1560 por el papa Pío IV.
Todos los cargos municipales como alcalde, regidores etc eran designados por el abad del monasterio.
Los vecinos de la localidad para intentar librarse del dominio del monasterio entre 1643 y 1664 intentaron fundar un nuevo pueblo, que se llamaría «Villa Real», pero éste consiguió impedírselo.
Fitero junto con otras seis villas más compraron al rey en 1665 los montes del Cierzo y Argenzón, excepto los términos de Niencebas y Tudején, que eran del monasterio, pero sus límites no se fijaron.
Los de la villa compraron en 1630 la jurisdicción criminal al rey, pero al no terminar de pagarla ésta fue adquirida en 1675 por el abad del monasterio el cual ofreció más dinero por ella. Esto originó que sus vecinos armaran un violento motín con el asalto y saqueo del monasterio.
También los de Fitero trataron de crear su propia parroquia en 1770, dentro de la diócesis de Tarazona e independiente del monasterio pero fracasó.

## Demografía
Fitero cuenta con una población de 2222 habitantes (INE 2024).
| Gráfica de evolución demográfica de Fitero entre 1842 y 2021                                                        |
| |
| Población de derecho según los censos de población del INE Población de hecho según los censos de población del INE |

### Pirámide de población
Los datos de la pirámide de población de 2010 se pueden resumir así:
- La población menor de 20 años es el 17,75 % del total.
- La comprendida entre 20-40 años es el 27,27 %.
- La comprendida entre 40-60 años es el 24,44 %.
- La mayor de 60 años es el 30,53 %.

### Transporte y comunicaciones
El núcleo urbano de Fitero se sitúa en la carretera NA-160 que lo atraviesa de noreste a suroeste, entre los kilómetros 22 y 24. A través de la carretera NA-6900 se accede al polígono industrial de la localidad y a la carretera N-113, que une Pamplona con Madrid.
Carretera
Existen dos servicios de autobuses diarios que enlazan Fitero con Pamplona y con Tudela (este último con una frecuencia de 60 minutos y comunicando, además, con el Hospital Reina Sofía, el Balneario de Fitero, Cervera y Aguilar del Río Alhama).
Ferrocarril
Las estaciones de ferrocarril más importantes y próximas a Fitero son las de Castejón de Ebro (20 km.) y Tudela de Navarra (23 km), pertenecientes a la línea Casetas-Bilbao. Históricamente, Fitero llegó a disponer de una estación de ferrocarril propia, perteneciente a la línea Soria-Castejón, que estuvo operativa entre 1941 y 1996.
Transporte aéreo
En cuanto al transporte aéreo, los aeropuertos más cercanos a Fitero son los de Pamplona, Zaragoza y Logroño, todos ellos situados a unos 100 kilómetros de distancia.

## Administración y política
| Periodo   | Nombre                 | Partido | Partido                        |
| --------- | ---------------------- | ------- | ------------------------------ |
| 1979-1991 | Carmelo Aliaga         |         | Unión del Pueblo Navarro (UPN) |
| 1991-2003 | Manuel Fernández       |         | Unión del Pueblo Navarro (UPN) |
| 2003-2015 | Fco. Javier Yanguas    |         | Unión del Pueblo Navarro (UPN) |
| 2015-2019 | Raimundo Aguirre       |         | Unión del Pueblo Navarro (UPN) |
| 2019-2023 | Miguel Aguirre Yanguas |         | Navarra Suma (NA+)             |
| 2023-act. | Miguel Aguirre Yanguas |         | Unión del Pueblo Navarro (UPN) |

| Partido político                         | 2019               | 2019               | 2015  | 2015       | 2011  | 2011       | 2007  | 2007       | 2003  | 2003       | 1999  | 1999       | 1995  | 1995       |
| Partido político                         | %                  | Concejales         | %     | Concejales | %     | Concejales | %     | Concejales | %     | Concejales | %     | Concejales | %     | Concejales |
| Navarra Suma (NA+)                       | 56,80              | 7                  | —     | —          | —     | —          | —     | —          | —     | —          | —     | —          | —     | —          |
| Partido Socialista de Navarra (PSN-PSOE) | 34,46              | 4                  | —     | —          | —     | —          | 42,44 | 5          | 45,08 | 5          | 41,61 | 5          | 37,48 | 4          |
| Agrupación Fiterana Independiente (AFI)  | 6,35               | 0                  | 43,41 | 5          | —     | —          | —     | —          | —     | —          | —     | —          | —     | —          |
| Unión del Pueblo Navarro (UPN)           | Navarra Suma (NA+) | Navarra Suma (NA+) | 53,63 | 6          | 74,83 | 11         | 56,65 | 6          | 53,04 | 6          | 56,43 | 6          | 61,05 | 7          |

## Cultura

### Patrimonio

#### Monumentos religiosos
Monasterio de Santa María
Este monasterio se caracteriza por su arquitectura románico-ojival. La construcción de su segunda iglesia comenzó hacia el año 1179 y se terminó hacia 1247. Anteriormente hubo otro monasterio en Fitero (denominado inicialmente Castellón), en el que habitó San Raimundo con sus monjes cistercienses entre 1152 y 1158 (antes, desde 1140 habían estado en el cercano monasterio de Niencebas, en el actual límite con Alfaro, La Rioja), de cuya iglesia aún se conservan los arcos de su única nave. Tras su marcha a Calatrava en 1159 el monasterio quedó vacío, hasta que en 1161 fue repuesto por una segunda comunidad cisterciense a cargo del abad Guillaume, también procedente del monasterio de L'Escala Dieu.

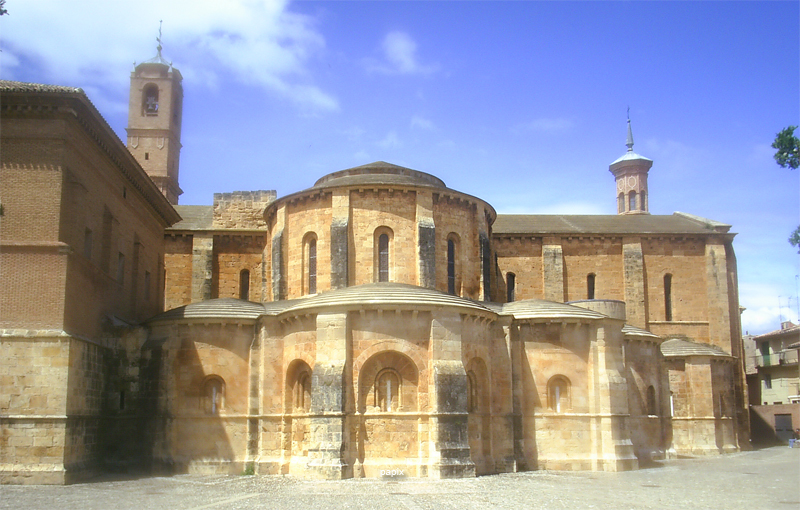
Monasterio de Santa María la Real

El monasterio es en la actualidad un conglomerado de edificaciones de diversas épocas, quedando entre las medievales la gran iglesia y la soberbia sala capitular. La iglesia es una de las mayores y más importantes del Císter español, con girola y cinco capillas absidales en la misma. Consta de tres naves, con seis tramos y otra de crucero. Las bóvedas y, en general, toda la estructura, son de carácter ojival, escasamente moldurado. El claustro fue construido en el siglo XVI, con nervatura complicada y algunos capiteles interesantes. Llama la atención la Sala capitular, semejante a la del Monasterio de La Oliva. Se supone que la iniciativa de construir esta iglesia fue del arzobispo navarro, cronista de la batalla de las Navas de Tolosa, Don Rodrigo Ximénez de Rada. En el lado derecho del presbiterio hay un magnífico sepulcro del siglo XIV. Dícese que el Arzobispo lo mandó labrar para él, sin llegar su cuerpo a ocuparlo, pues sus restos descansan en el Monasterio de Santa María de Huerta. En su proximidad hay otro cenotafio similar, en el que yace el abad mitrado Fray Marcos de Villalba. El retablo mayor fue pintado por Roland de Mois en 1590. En 1592 el maestro cántabro Juan de Nates diseña las trazas el sobreclaustro junto con Juan González de Sisniega.
Se conserva en el monasterio una antiquísima joya, llamada Relicario de San Blas, que consiste en una arqueta de esmalte con cubierta piramidal del siglo XIII. A su lado también destacan una arqueta de marfil del siglo X, de estilo califal, una naveta en forma de concha de estilo renacimiento y varias arquillas románicas y francogóticas de madera policromada.
- San Raimundo de Fitero y la Orden de Calatrava.

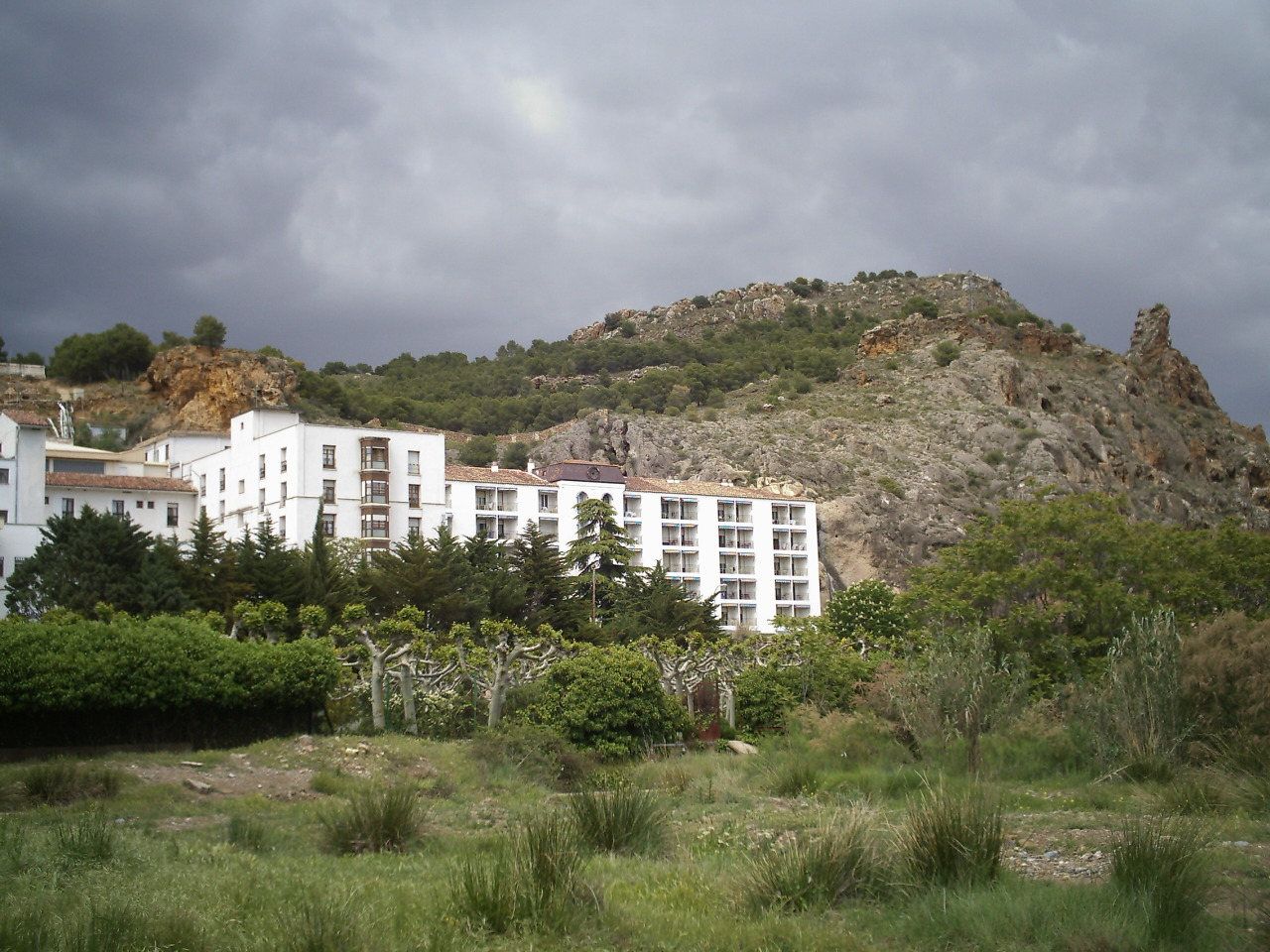
Baños de Fitero

- Nevera de los monjes.

#### Monumentos civiles
- La Cueva de la Mora
- Los Baños de Fitero
- Castillo de Tudején

### Fiestas
- Fiestas Patronales en honor de Nuestra Señora María de la Barda, que se celebran el domingo después de la Natividad de la Virgen.
- Romería del Barranco, coincidiendo con el día de la víspera de la Ascensión.
- Fiestas de San Raimundo Abad de Fitero, el 15 de marzo.
- Fiestas de la Juventud que, organizadas por los quintos de la localidad, se celebran el primer fin de semana de agosto.

### Gastronomía
Son numerosos los productos típicos de Fitero, pero de entre todos destacan las Tejas de Fitero y las Glorias del Císter. También destacan sus vinos, especialmente el rosado. Son típicas las empanadas, panes de aceite rellenos de huevo duro, carne (conejo principalmente), y ajos tiernos.

### Deporte
CD Calatrava.

### Leyendas
- Escritas por Gustavo Adolfo Bécquer:
- La Cueva de la Mora
- El Miserere

## Personas destacadas
- María Bayo, soprano.
- Miguel de los Santos Díaz Gómara, obispo de Osma, Cartagena y Barcelona
- José María García Lahiguera, arzobispo de Valencia
- Juan de Palafox y Mendoza, obispo de Puebla (México) y de Osma, visitador y virrey de la Nueva España